# Piero Esteriore
Piero Esteriore (* 23. September 1977 in Laufen) ist ein italienischer Musiker und Entertainer aus der Schweiz. Heute ist er mit seinen drei jüngeren Brüder Mimmo, Gabriele und Amedeo als "Esteriore Brothers" unterwegs.

## Leben und Wirken
Piero Esteriore wuchs in Aesch als italienischer Staatsbürger mit sizilianischer Abstammung auf und lernte ab sechs Jahren Schlagzeugspielen. Nach dem zehnten Schuljahr begann er eine Coiffeurlehre. Parallel zu seiner Schul- und Lehrzeit arbeitete er an einer Karriere als Musiker. 2011 trat Esteriore als Kandidat bei der Castingshow Das Supertalent des Fernsehsenders RTL auf und im Oktober desselben Jahres meldete der Blick, dass er Schulden in Höhe von einer knappen Million Franken hat.
2004 nahm Esteriore an der ersten Staffel der Castingshow MusicStar des Schweizer Fernsehens teil, an der er den dritten Platz erreichte. Noch im gleichen Jahr vertrat er – unterstützt von seinen MusicStar-Kontrahenten Sergio Luvualu und Tina Masafret – mit dem Titel Celebrate! die Schweiz beim Eurovision Song Contest in Istanbul. Er scheiterte im Semifinale, ohne einen einzigen Wertungspunkt zu erhalten. Sein Abschneiden wurde als Slogan «Switzerland – zero points» in der Schweiz zum Satz des Jahres gekürt. Sein Debüt-Album 1 Secondo schaffte es in der Schweizer Hitparade Januar 2005 auf Platz drei. Die Debüt-Single Mammamia erreichte Platz zehn der Schweizer Single-Charts. Der Song Salta aus dem Jahr 2005 war der bisher letzte, der es in die Hitparade schaffte, er belegte als Höchstposition Platz 38. Trotz Esteriores grosser medialer Präsenz nach dem Ringier-Vorfall (er rammte mit seinem Wagen den Eingang des ihm unbeliebten Ringier-Verlags) verzeichnete das wenige Tage später erschienene Album Io vivo nur mässigen Erfolg. Das Album stieg in der ersten Woche in der Hitparade auf Platz 34 ein und fiel in der zweiten Woche auf Platz 95. Nach drei Wochen verschwand es schliesslich ganz aus den Top 100.
Esteriore tourte knappe fünf Jahre mit dem Sänger Andreas Gabalier in Deutschland und Österreich. Am 8. Mai 2016 brachte er das Album Zwei2due heraus, das aus zwei CDs mit italienischen und schweizerdeutschen Liedern besteht. Zusammen mit seinen drei Brüdern bildet er die Esteriore Brothers, die 2019 ihren ersten Auftritt im italienischen Fernsehen in der Sendung „Tu Si Que Vales“ auf Canale 5 (Mediaset) vor acht Millionen Zuschauern hatten und seither erfolgreich durch Europa touren.

## Trivia
- 2009 zog er als Kandidat der neunten Staffel ins deutsche Big Brother-Haus bei Köln ein, verliess es aber bereits eine Woche später freiwillig wieder.[6]
- Im Theater St. Gallen wurde die Figur des "Gary Coleman" im Musical Avenue Q auf Deutsch mit der Person von Piero Esteriore amüsant adaptiert.